# Galeosoma scutatum
Galeosoma scutatum är en spindelart som beskrevs av William Frederick Purcell 1903. Galeosoma scutatum ingår i släktet Galeosoma och familjen Idiopidae. Inga underarter finns listade i Catalogue of Life.